# Świątynia Hatszepsut

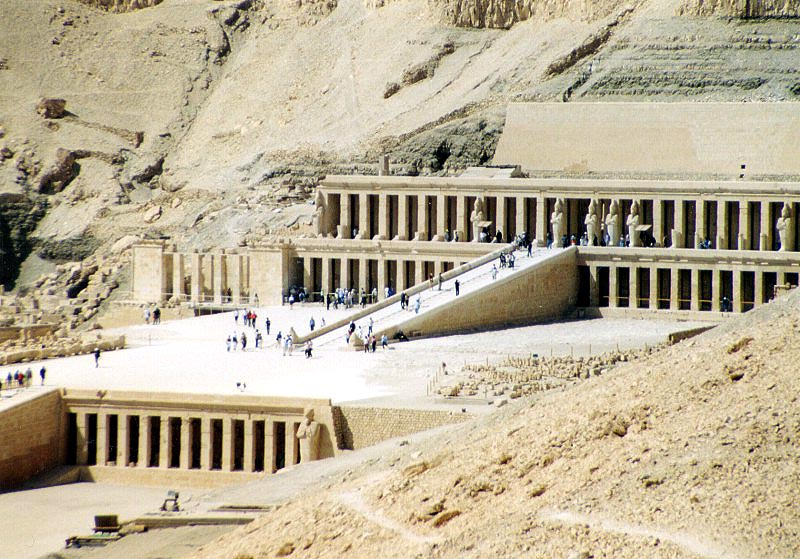
Świątynia Hatszepsut

Świątynia Hatszepsut, zwana „Świątynią Milionów Lat” – egipska budowla sakralna zbudowana u stóp gigantycznej ściany skalnej w Deir el-Bahari (Teby) w XV w. p.n.e. przez budowniczego Senenmuta jako świątynia grobowa królowej Hatszepsut. Świątynia, w znacznej części wykuta w skale, składa się z trzech, ułożonych kaskadowo, połączonych ze sobą rampami tarasów, które zakończone były portykami. Rampy zdobione były cokołami. Droga do najniższego tarasu prowadziła pomiędzy obeliskami i posągami sfinksów. Drugi taras ozdobiony był licznymi reliefami, przedstawiającymi sceny z życia królowej. Na górnym tarasie znajdował się dziedziniec z wejściami do Komór Odrodzenia Hatszepsut i jej ojca. Na środkowym tarasie z lewej strony zbudowano kaplicę Hathor, a po prawej Anubisa. Głowice w kaplicy bogini Hathor wykonane są w kształcie instrumentu sistrum (atrybut bogini Hathor) i ozdobione wizerunkiem twarzy bogini. Powyżej umieszczone są dwie kobry obramowane wolutami. Przed kolumnami trzeciego tarasu stały posągi Ozyrysa. 

## Polsko-Egipska Misja Archeologiczno-Konserwatorska

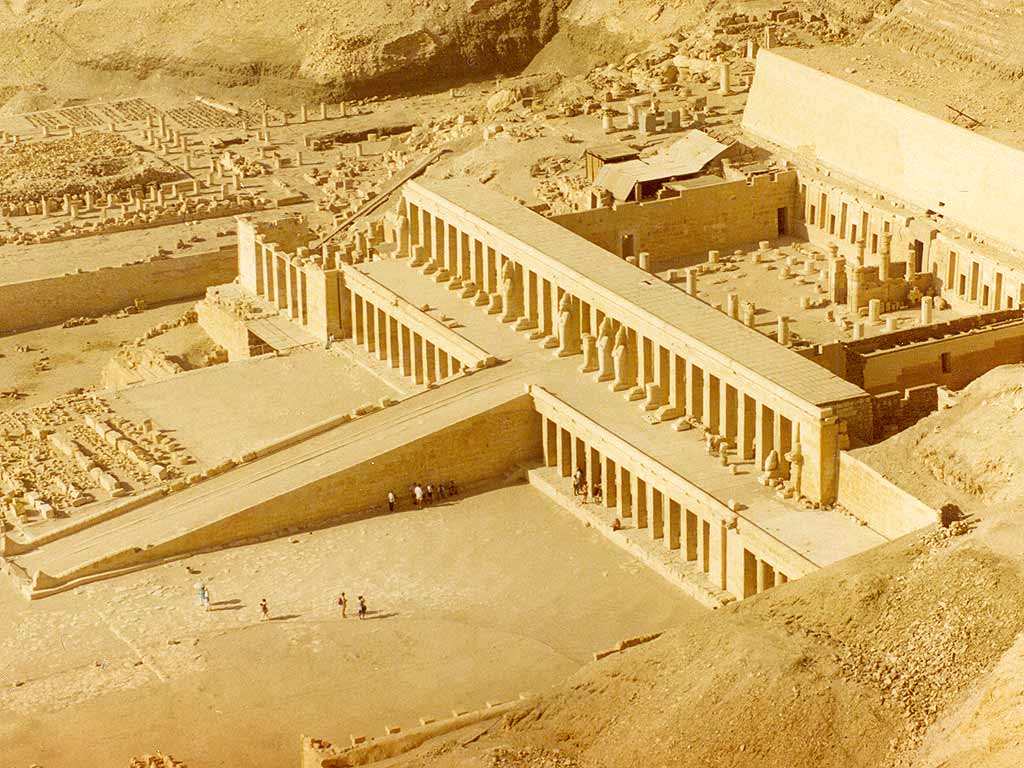
Ad-Dajr al-Bahri ze świątynią Hatszepsut

Polsko-Egipska Misja Archeologiczno-Konserwatorska w Świątyni Hatszepsut w Deir el-Bahari została utworzona przez prof. Kazimierza Michałowskiego w 1961 roku. Od tego czasu archeolodzy, konserwatorzy, architekci i inni specjaliści pod auspicjami Centrum Archeologii Śródziemnomorskiej Uniwersytetu Warszawskiego pracują nad dokumentacją i rekonstrukcją świątyni. Od 1999 roku przez 20 lat ekspedycją kierował dr Zbigniew E. Szafrański z CAŚ UW. Jego zastępcą w latach 2016–2019 była dr Jadwiga Iwaszczuk z Instytutu Kultur Śródziemnomorskich i Orientalnych PAN. Obecnie kierownikiem ekspedycji jest dr Patryk Chudzik z CAŚ UW. W 2002 roku świątynia została udostępniona zwiedzającym, w latach 2015 i 2017 otwarto dla zwiedzających jej kolejne części – Kompleks Kultu Solarnego i Sanktuarium Amona-Re.
W dolinie Deir el-Bahari znajdują się także pozostałości świątyni grobowej Mentuhotepa II, faraona z XI dynastii, badane przez misję niemiecką oraz świątynia Totmesa III, która obok świątyni Hatszepsut badana jest przez misję Centrum Archeologii Śródziemnomorskiej UW (od 1962 roku), we współpracy z Muzeum Narodowym w Warszawie. Misja prowadzi również prace dokumentacyjne w kaplicy bogini Hathor, która przylega do powyższych obiektów. Na nekropoli ulokowanej wzdłuż alei procesyjnej prowadzącej do świątyni działa również polski Projekt Asasif.

## Atak terrorystyczny w 1997 roku
17 listopada 1997 roku bojówki muzułmańskie dokonały ataku, mordując 58 zagranicznych turystów oraz 4 Egipcjan przed wejściem do świątyni Hatszepsut. Policja zabiła zamachowców; uważa się, że byli oni wspierani przez terrorystę pochodzenia saudyjskiego, Osamę bin Ladena.

## Galeria fotografii

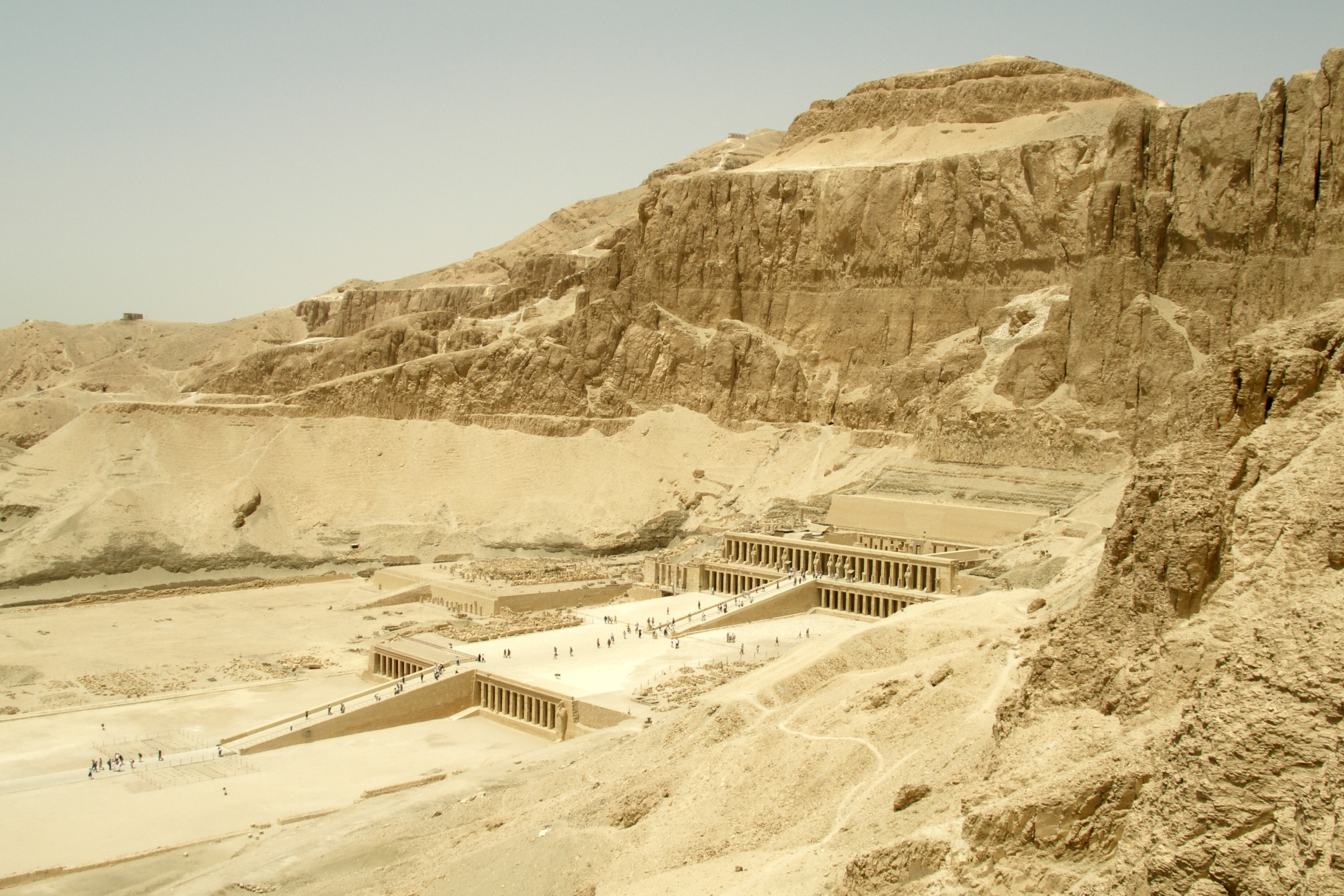
Świątynia Hatszepsut
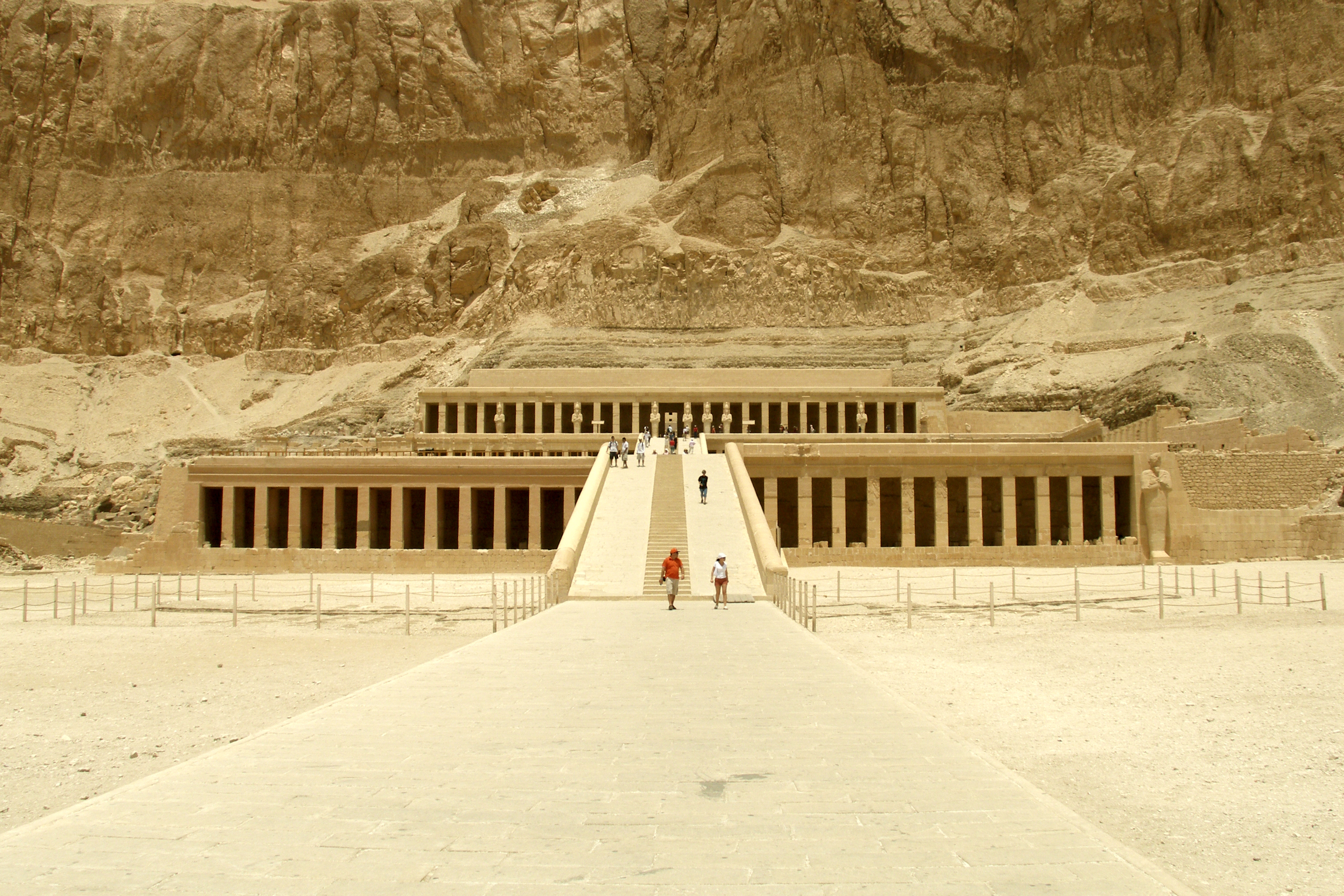
Świątynia Hatszepsut
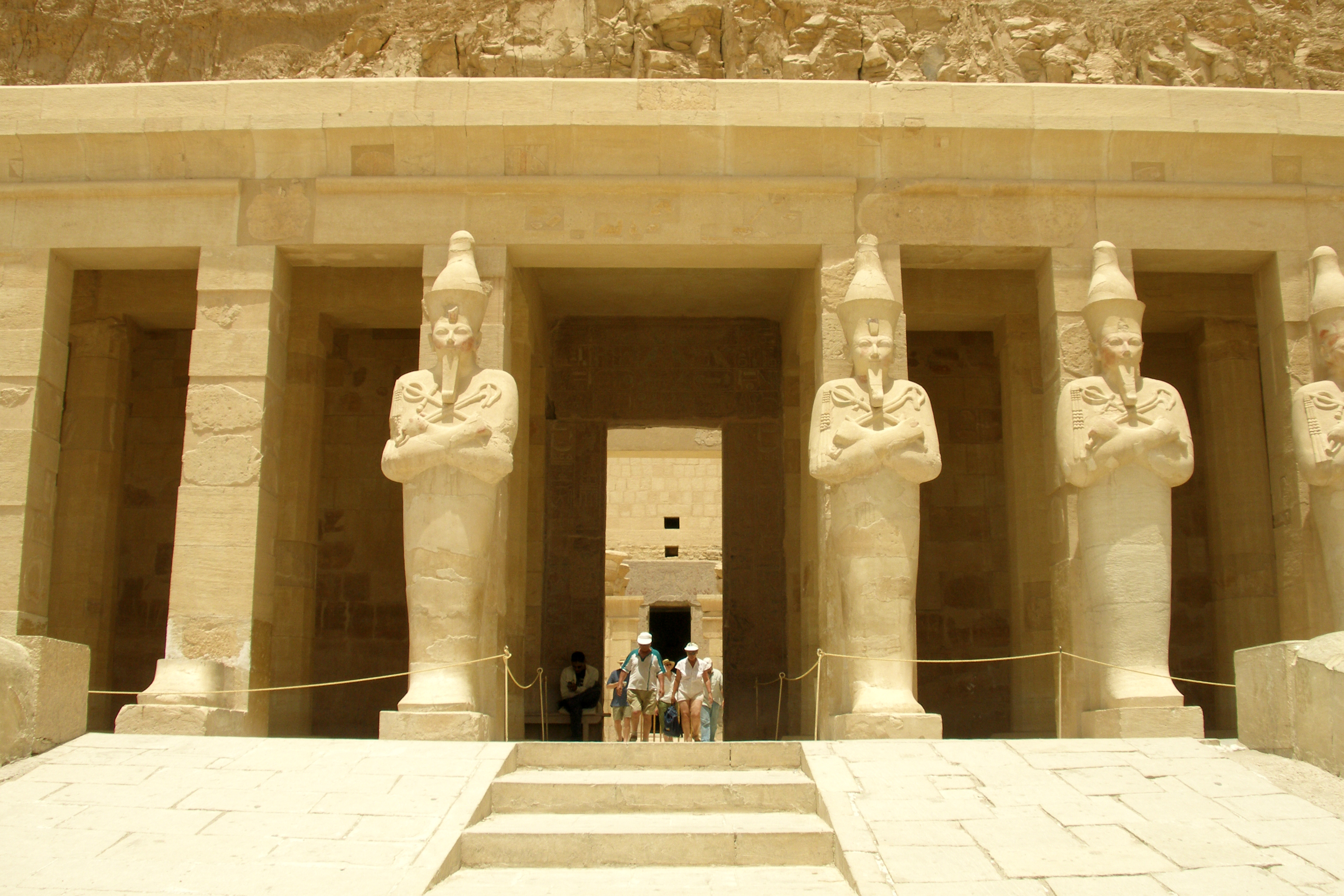
Posągi Hatszepsut
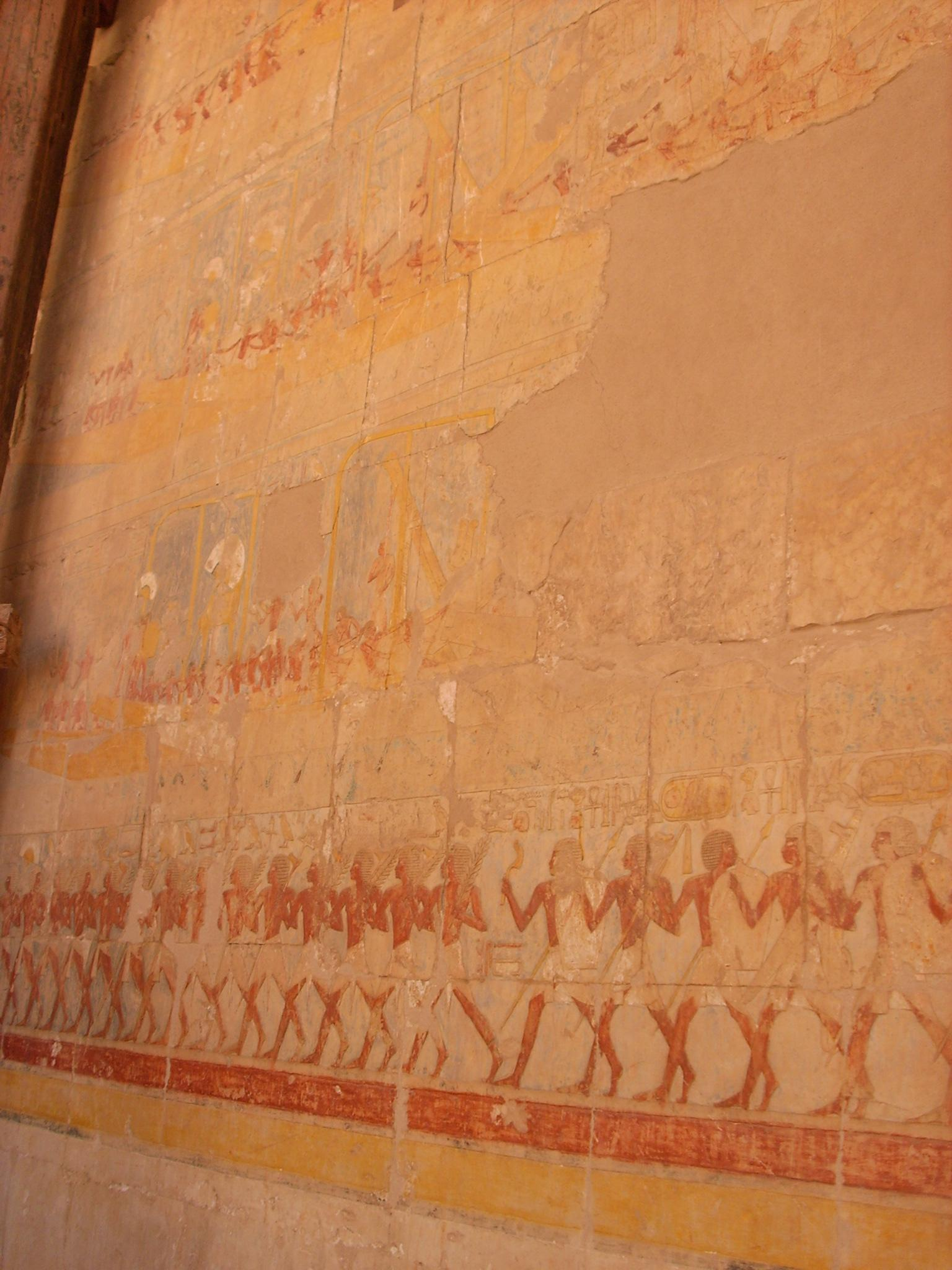
Dekoracje malarskie w świątyni Hatszepsut
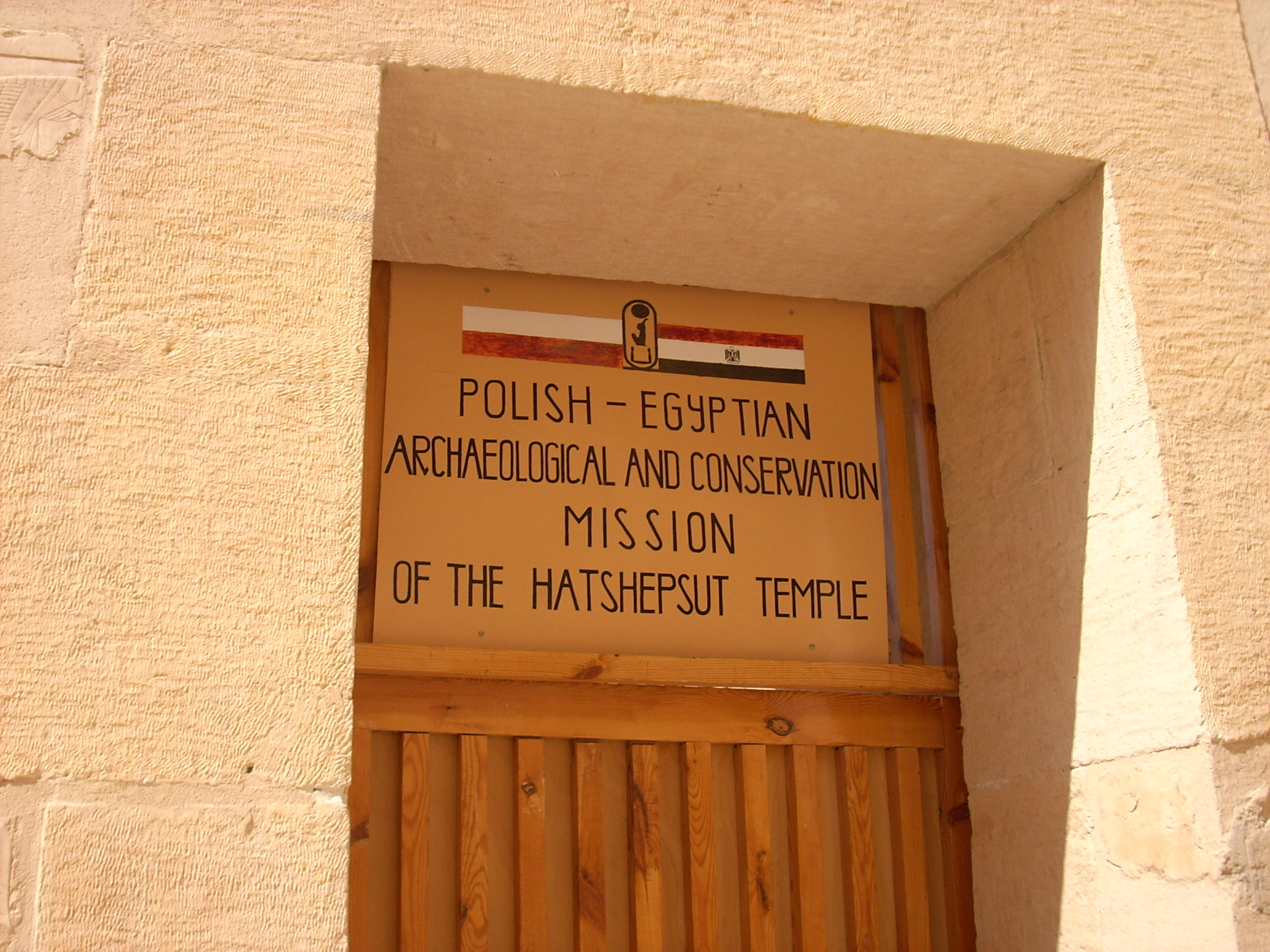
Polsko-egipska misja archeologiczna w świątyni Hatszepsut